# Obstrucció intestinal
L'obstrucció intestinal o oclusió intestinal (OI) és una obstrucció mecànica o funcional dels intestins que impedeix el moviment normal dels productes de la digestió. Poden veure's afectats l'intestí prim o l'intestí gros. Els signes i símptomes inclouen dolor abdominal, vòmits, inflor abdominal, no defecació i no producció de vents. L'obstrucció mecànica és la causa d'aproximadament del 5 al 15% dels casos de dolor abdominal sever d'aparició sobtada que requereix l'ingrés a l'hospital.
La pseudo-obstrucció intestinal és una síndrome caracteritzada per una dilatació completa de l'intestí, generalment del gros, sense evidència de cap obstacle mecànic. La pseudo-obstrucció crònica pot ser idiopàtica o associada a una malaltia sistèmica. Una variant particular d'aquest trastorn és la síndrome d'Ogilvie (pseudo-obstrucció colònica aguda), la qual quasi sempre es presenta en pacients hospitalitzats d'edat avançada amb greus patologies de base. L'ili paralític o adinàmic és una aturada transitòria del peristaltisme intestinal, habitualment postquirúrgica, i que en alguns casos cal diferenciar d'una obstrucció genuïna.
Les causes de l'OI inclouen adherències (segments d'intestí que s'enganxen entre ells o a la paret abdominal a conseqüència de d'un procés inflamatori o després d'una intervenció quirúrgica), hèrnies simples o estrangulades, vòlvuls (un vòlvul intestinal és la torsió/rotació d'un segment del budell, eventualment al voltant dels vasos mesentèrics), megarecte, endometriosi, malaltia de Crohn, betzoars, fecàlits, colitis ulcerosa, apendicitis, tumors, diverticulitis, isquèmia intestinal, fibrosi quística, tuberculosi, ascariosi, anisakiosi, esquistosomosi, ingesta d'objectes, complicacions iatrogèniques i invaginació (desplaçament d'una part de l'intestí cap a l'interior de la porció següent, fenomen anomenat també intussuscepció). Les obstruccions de budell prim (siguin completes o parcials) acostumen a ser produïdes per adherències i hèrnies, mentre que les causes de les obstruccions de budell gros són predominantment càncers colorectals i vòlvuls. Una causa insòlita d'OI és la peritonitis esclero-encapsulant (una malaltia rara de etiologia desconeguda que s'acostuma a veure en països subtropicals i tropicals, la qual es caracteritza per la presència d'un recobriment membranós intestinal de fibres de col·lagen que provoca l'oclusió del budelll prim). Aquesta mena de peritonitis pot ser idiopàtica o estar associada a diversos processos inflamatoris crònics. De vegades, es presenta de forma fulminant en el context d'una peritonitis bacteriana i requereix l'addició de corticoides al tractament convencional. També s'anomena ´Abdominal Cocoon Syndrome´ en anglès, ja que el seu aspecte recorda a un capoll de lepidòpter.
El diagnòstic d'OI es pot fer avaluant les imatges de radiografies simples d'abdomen (per regla general s'observen múltiples nivells longitudinals hidroaeris a l'intestí quan es fan amb el malalt en bipedestació i sovint es pot apreciar el signe anomenat del 'collar de perles' si està col·locat en decúbit lateral); no obstant això, la tomografia computada és més precisa a l'hora de determinar la causa de l'obstrucció. L'ecografia o la ressonància magnètica poden ajudar en el diagnòstic de nens o dones embarassades.
Les obstruccions intestinals, tant d'origen congènit com adquirit, no són rares en els nounats. L'atrèsia o la malrotació intestinal, i la malaltia de Hirschsprung són les anomalies congènites que més es veuen en aquestes obstruccions pediàtriques, mentre que l'enterocolitis necrotitzant és la principal causa adquirida.
La incidència de les obstruccions de budell prim postoperatòries oscil·la entre un 1 i un 4%. La seva causa varia molt segons el motiu i les característiques de l'acte quirúrgic practicat. Solen aparèixer en el decurs de les 4–6 setmanes posteriors a la intervenció i en certs casos pot ser difícil escollir la teràpia a seguir i el moment oportú per efectuar-la. Ocasionalment, són consegüents a un textiloma.
L'OI es pot tractar de forma conservadora o amb cirurgia. Normalment es donen sèrums intravenosos, es col·loca un tub a través del nas a l'estómac (sonda nasogàstrica) per descomprimir els intestins i es donen medicaments per al dolor. Sovint es donen antibiòtics. En l'obstrucció de budell prim, aproximadament el 25% dels casos requereixen cirurgia. Les complicacions poden incloure sèpsia, isquèmia i necrosi de l'intestí, perforació intestinal i pneumoperitoneu.
Al 2015 es van produir prop de 3,2 milions de casos d'obstrucció intestinal, que van causar 264.000 morts. S'afecten els dos sexes per igual i es pot produir a qualsevol edat. L'obstrucció intestinal ha estat profusament documentada al llarg de la història, amb casos detallats en el Papir Ebers de 1550 aC i per Hipòcrates. El terme còlic miserere va ser emprat des de l'edat mitjana fins al segle xix per anomenar un dolor abdominal intens acompanyat de vòmits fecaloides i que causava la mort en pocs dies. Tot i que inicialment fou una expressió vulgar, s'incorporà al vocabulari mèdic com a entitat nosològica indicativa d'obstrucció intestinal aguda.